# جورج س. إف. غريف
جورج س. إف. غريف (بالألمانية: Georg Christof Florian Greve)‏ هو عالم حاسوب ومبرمج ومهندس ألماني، ولد في 10 مارس 1973 في هليغولاند في ألمانيا.